# Fantastic Plastic Machine
Томоюки Танака (яп. 田中知之 Танака Томоюки, род. 6 июля 1966 года в Киото) — японский музыкант и диджей, играющий электронную музыку. Известен под псевдонимом Fantastic Plastic Machine. Танака считается музыкантом стиля Сибуя-кэй — музыки, сочетающей в себе элементы джаза, босановы, лаунжа и французской поп-музыки, но помимо этого Танака выступает и в других стилях.
В конце 1980-х годов Танака играл басистом в рок-группе Margarine Strikes Back. В начале 1990-х он в составе диджей-команды Sound Impossible работал диджеем в клубах района Кансай.
Во время работы с Sound Impossible Танака познакомился с Товой Тэем и тот убедил Танаку вернуться к написанию музыки. Так в 1997 году появился сольный проект Танаки — Fantastic Plastic Machine, при поддержке лейбла Readymade Records (региональный саблейбл Columbia Music Entertainment)
Его первые два альбома The Fantastic Plastic Machine (1997) и Luxury (1998) были тепло приняты критиками и принесли международное признание. В США альбомы распространялись под маркой Emperor Norton Records, а в Европе — Bungalow label. В самой Японии музыкант выступает под лейблом Cutting Edge.

## Дискография
Альбомы:
- The Fantastic Plastic Machine (1997)
- Summer Review EP (1998)
- Luxury (1998)
- Beautiful. (2001)
- Too (2003)
- Imaginations (2006)
- FPM (2009)
- Scale (2013)

Сборники и ремиксы
- International Standard FPM Luxury Remixes [F] (1999)
- International Standard FPM Luxury Remixes [P] (1999)
- International Standard FPM Luxury Remixes [M] (1999)
- Style #09/Dancing at the Disco at the End of the World (1999)
- Very Best of FPM in the Mix (mixed by Tatsuo Sunaga) (2000)
- Contact (2001)
- Les Plus (2001)
- Space Program (2001)
- Why Not? (2002)
- Zoo (2003)
- Sound Concierge #401 Do Not Disturb (2004)
- Sound Concierge #402 Four Kicks Adventure (2004)
- Sound Concierge #403 Air Conditioning (2004)
- Sound Concierge #404 Electric Carnival (2004)
- Dimension Mix: A Tribute to Bruce Haack (2005) Track: «I’m Bruce»
- Sound Concierge #501 Blanket (2005)
- Sound Concierge #502 Tell Me for Your Delightful Moment (2005)
- Sound Concierge Annex Contemporary Love Songs (2005)
- FPMB: Fantastic Plastic Machine Best (2007)
- Sound Concierge #701 Super Romantic for your moments in love (2007)
- Sound Concierge #702 Electric Heaven for hyper discotheque (2007)
- Sound Concierge Japan «Japanese Lyric Dance» (2008)
- Sound Concierge x Numero TOKYO -Utopia- (2008)
- Ravex Trax (2008)
- House☆Disney (2009)
- Versus. Japanese Rock vs. FPM (2010)